# Temple de Diane Aventine
Pour les articles homonymes, voir Temple de Diane.
Le temple de Diane Aventine (en latin : Aedes Dianae Aventinae ou Aedes Dianae Cornificianae) est un des plus anciens temples de la Rome antique, dédié à la déesse Diane et situé sur la colline de l'Aventin.

## Localisation
Le temple est construit sur l'Aventin, la colline portant le nom de collis Dianae. Il est situé près des Thermae Suranae, juste à l'ouest de l'actuelle église Santa Prisca, le long du clivus Publicius. À proximité se trouve un temple dédié à Minerve datant du IIIe siècle av. J.-C.

## Fonction
Selon la tradition, le roi Servius Tullius aurait réuni les représentants des différentes cités latines proches de Rome et les aurait convaincu d'ordonner la construction d'un sanctuaire commun dédié à Diane (commune Latinorum Dianae templum), sur le modèle de ce que le temple d'Artémis à Éphèse représente pour les cités ioniennes,,. Le temple a pu remplacer le sanctuaire de Diane Aricina comme sanctuaire fédéral des Latins mais il est plus probable que ce soit le sanctuaire d'Aricina qui ait en fait pris modèle sur le temple romain.
Une stèle de bronze sur laquelle est gravé le texte du traité conclu par Spurius Cassius Vecellinus avec les Latins, le foedus Cassianum et une plaque de bronze sur laquelle figure le texte de la lex Icilia sont entreposés dans la cella du temple.
Les formules rituelles et les règles de cultes établies au moment de la dédicace du temple de Diane et formant une lex arae Dianae ont souvent été utilisées comme source d'inspiration pour les dédicaces ultérieures de temples romains ou latins.

## Histoire
Le temple est construit durant le VIe siècle av. J.-C. sous le règne de Servius Tullius. Il est dédié un 13 août. La date de sa construction a souvent été remise en doute et continue d'être source de débats.
Le temple est reconstruit après 36 av. J.-C., sous le règne d'Auguste, par Lucius Cornificius et est rebaptisé aedes Dianae Cornificianae. Le temple est encore debout au IVe siècle mais fut probablement fermé ou détruit sous l’empereur Théodose Ier qui fit du christianisme la religion officielle de l'Empire romain (380). Il ne reste aujourd'hui plus aucun vestige.

## Description
Selon la Forma Urbis, qui donne l'apparence du temple après sa reconstruction par Lucius Cornificius, il s'agit d'un temple d'influence grec, octostyle, périptère et diptère, c'est-à-dire avec huit colonnes en façade, deux rangées de colonnes sur les côtés et une colonnade qui fait tout le tour du temple. Il s'élève au centre d'une cour délimitée par un portique à double colonnade. Selon Censorin, le temple contient le plus ancien calendrier solaire de Rome, une statue en bois ressemblant à celle de Diane à Éphèse et une statue de marbre.